# Женева-Корнавін
46°12′37″ пн. ш. 6°08′33″ сх. д. / 46.210217° пн. ш. 6.142447° сх. д.
Женева-Корнавін (фр. Gare de Genève) — провідна залізнична станція Женеви, Швейцарія розташована у центрі міста.
Станція має понад 400 відправлень поїздів щодня з восьми наскрізних платформ.
Платформи 7 і 8 мають прикордонний контроль Франції та Швейцарії.
До Франції вирушають міжміські та регіональні експреси, не роблячи жодних зупинок у Швейцарії.
Іншою причиною розділення колій є різні електричні стандарти відповідної залізничної системи з обох боків.
Французька мережа використовує 25 кВ при 50Гц змінного струму, а швейцарська — 15кВ змінного струму при 16,7Гц.
Станція має сполучення з однією швейцарською магістраллю — залізниця Лозанна — Женева, що сполучає місто з рештою Швейцарії на сході.
Багато потягів далекого сполучення з цієї лінії прямують до аеропорту, який знаходиться за 6 хвилин їзди.
Існує також значний трафік до Франції на захід залізницею Ліон — Женева, що перші декілька кілометрів проходить як одноколійна лінія вздовж двоколійної лінії до аеропорту.
Трафік до Франції це TGV до Парижа та південної Франції та регіональні потяги до Ліона через Бельгард.
Корнавін також є центром мережі Léman Express з шістьма діючими маршрутами.
Багато з цих маршрутів проходять через щойно відкриту CEVA, яка веде до Аннемаса.